# Nödlidande värdepapper
Nödlidande värdepapperinnefattar värdepapper från konkursmässiga eller konkurshotade företag eller stater. Investerare köper dessa värdepapper för att spekulera i att företag inte går i konkurs eller ställer in betalningar.